# Mistrovství světa v jízdě na saních
Mistrovství světa v jízdě na saních (anglicky FIL World Luge Championships) je světový šampionát v jízdě na saních, které pořádá Světová sáňkařská federace (FIL) od roku 1955. Šampionáty se konají na umělých tratích.

## Přehled světových šampionátů
| Poř. | Rok     | Město                   | Země                       |
| ---- | ------- | ----------------------- | -------------------------- |
| 1.   | MS 1955 | Oslo                    | Norsko                     |
| 2.   | MS 1956 | zrušeno                 | zrušeno                    |
| 3.   | MS 1957 | Davos                   | Švýcarsko                  |
| 4.   | MS 1958 | Krynica                 | Polsko                     |
| 5.   | MS 1959 | Villard-de-Lans         | Francie                    |
| 6.   | MS 1960 | Garmisch-Partenkirchen  | Západní Německo            |
| 7.   | MS 1961 | Girenbad                | Švýcarsko                  |
| 8.   | MS 1962 | Krynica                 | Polsko                     |
| 9.   | MS 1963 | Imst                    | Rakousko                   |
| 10.  | MS 1965 | Davos                   | Švýcarsko                  |
| 11.  | MS 1966 | Friedrichroda - zrušeno | Východní Německo - zrušeno |
| 12.  | MS 1967 | Hammarstrand            | Švédsko                    |
| 13.  | MS 1969 | Königssee               | Západní Německo            |
| 14.  | MS 1970 | Königssee               | Západní Německo            |
| 15.  | MS 1971 | Olang                   | Itálie                     |
| 16.  | MS 1973 | Oberhof                 | Východní Německo           |
| 17.  | MS 1974 | Königssee               | Západní Německo            |
| 18.  | MS 1975 | Hammarstrand            | Švédsko                    |
| 19.  | MS 1977 | Innsbruck               | Rakousko                   |
| 20.  | MS 1978 | Imst                    | Rakousko                   |
| 21.  | MS 1979 | Königssee               | Západní Německo            |
| 22.  | MS 1981 | Hammarstrand            | Švédsko                    |
| 23.  | MS 1983 | Lake Placid             | USA                        |
| 24.  | MS 1985 | Oberhof                 | Východní Německo           |
| 25.  | MS 1987 | Innsbruck               | Rakousko                   |
| 26.  | MS 1989 | Winterberg              | Západní Německo            |
| 27.  | MS 1990 | Calgary                 | Kanada                     |
| 28.  | MS 1991 | Winterberg              | Západní Německo            |
| 29.  | MS 1993 | Calgary                 | Kanada                     |
| 30.  | MS 1995 | Lillehammer             | Norsko                     |
| 31.  | MS 1996 | Altenberg               | Německo                    |
| 32.  | MS 1997 | Innsbruck               | Rakousko                   |
| 33.  | MS 1999 | Königssee               | Německo                    |
| 34.  | MS 2000 | Svatý Mořic             | Švýcarsko                  |
| 35.  | MS 2001 | Calgary                 | Kanada                     |
| 36.  | MS 2003 | Sigulda                 | Lotyšsko                   |
| 37.  | MS 2004 | Nagano                  | Japonsko                   |
| 38.  | MS 2005 | Park City               | USA                        |
| 39.  | MS 2007 | Innsbruck               | Rakousko                   |
| 40.  | MS 2008 | Oberhof                 | Německo                    |
| 41.  | MS 2009 | Lake Placid             | USA                        |
| 42.  | MS 2011 | Cesana Torinese         | Itálie                     |
| 43.  | MS 2012 | Altenberg               | Německo                    |
| 44.  | MS 2013 | Whistler                | Kanada                     |
| 45.  | MS 2015 | Sigulda                 | Lotyšsko                   |
| 46.  | MS 2016 | Königssee               | Německo                    |
| 47.  | MS 2017 | Innsbruck               | Rakousko                   |
| 48.  | MS 2019 | Winterberg              | Německo                    |
| 49.  | MS 2020 | Soči                    | Rusko                      |
| 50.  | MS 2021 | Königssee               | Německo                    |
| 51.  | MS 2023 | Oberhof                 | Německo                    |
| 52.  | MS 2024 | Altenberg               | Německo                    |
| 53.  | MS 2025 | Whistler                | Kanada                     |

## Ženy

### Jednotlivkyně
| Rok a místo                            | Zlato                                      | Stříbro                              | Bronz                              |
| -------------------------------------- | ------------------------------------------ | ------------------------------------ | ---------------------------------- |
| MS 1955 Norsko Oslo                    | Rakousko Karla Kienzl                      | Rakousko Maria Isser                 | Německo Marianne Bauer             |
| MS 1957 Švýcarsko Davos                | Rakousko Maria Isser                       | Německo Helga Müller                 | Itálie Brigitte Fink               |
| MS 1958 Polsko Krynica                 | Polsko Maria Semczyszak                    | Polsko Helena Bether-Szubert         | Polsko Barbara Gorgoń              |
| MS 1959 Francie Villard-de-Lans        | Rakousko Elly Lieber                       | Rakousko Maria Isser                 | Rakousko Agnes Neuerer             |
| MS 1960 Německo Garmisch-Partenkirchen | Rakousko Maria Isser                       | Rakousko Hannelore Possmoser         | Itálie Erika Leitner               |
| MS 1960 Švýcarsko Girenbad             | Švýcarsko Elisabeth Nagele                 | Německo Marianne Winkler             | Rakousko Helene Thurner            |
| 1962 Polsko Krynica                    | Západní Německo Ilse Geisler               | Rakousko Gerda Rieser-Cegnar         | Polsko Danuta Nycz                 |
| 1963 Rakousko Imst                     | Západní Německo Ilse Geisler               | Rakousko Helene Thurner              | Polsko Janina Suszczewska          |
| 1965 Švýcarsko Davos                   | Západní Německo Ortrun Enderleinová        | Západní Německo Petra Tierlich       | Západní Německo Ilse Geisler       |
| 1967 Švédsko Hammarstrand              | Západní Německo Ortrun Enderleinová        | Západní Německo Petra Tierlich       | Rakousko Helene Thurner            |
| 1969 Německo Königssee                 | Západní Německo Petra Tierlich             | Západní Německo Anna-Maria Müllerová | Německo Christina Schmuck          |
| 1970 Německo Königssee                 | Polsko Barbara Piecha                      | Německo Christina Schmuck            | Německo Elisabeth Demleitner       |
| 1971 Itálie Olang                      | Německo Elisabeth Demleitner               | Itálie Erika Lechnerová              | Polsko Barbara Piecha              |
| 1973 Západní Německo Oberhof           | Západní Německo Margit Schumannová         | Západní Německo Ute Rührold          | Západní Německo Eva-Maria Wernicke |
| 1974 Německo Königssee                 | Západní Německo Margit Schumannová         | Německo Elisabeth Demleitner         | Západní Německo Ute Rührold        |
| 1975 Švédsko Hammarstrand              | Západní Německo Margit Schumannová         | Západní Německo Ute Rührold          | Československo Dana Spálenská      |
| 1977 Rakousko Innsbruck                | Západní Německo Margit Schumannová         | Sovětský svaz Věra Zozuljová         | Rakousko Margit Graf               |
| 1978 Rakousko Imst                     | Sovětský svaz Věra Zozuljová               | Německo Andrea Fendt                 | Rakousko Angelika Schafferer       |
| 1979 Německo Königssee                 | Západní Německo Melitta Sollmann           | Německo Elisabeth Demleitner         | Itálie Marie-Luise Rainer          |
| 1981 Švédsko Hammarstrand              | Západní Německo Melitta Sollmann           | Západní Německo Cerstin Schmidt      | Sovětský svaz Věra Zozuljová       |
| 1983 USA Lake Placid                   | Západní Německo Steffi Walterová-Martinová | Západní Německo Melitta Sollmann     | Západní Německo Ute Weiss          |
| 1985 Západní Německo Oberhof           | Západní Německo Steffi Walterová-Martinová | Západní Německo Cerstin Schmidt      | Západní Německo Birgit Weise       |
| 1987 Rakousko Innsbruck                | Západní Německo Cerstin Schmidt            | Západní Německo Gabriele Kohlisch    | Západní Německo Ute Oberhoffner    |
| 1989 Německo Winterberg                | Západní Německo Susi Erdmann               | Itálie Gerda Weissensteinerová       | Západní Německo Ute Oberhoffner    |
| 1990 Kanada Calgary                    | Západní Německo Gabriele Kohlisch          | Sovětský svaz Julija Antipovová      | Německo Jana Bode                  |
| 1991 Německo Winterberg                | Německo Susi Erdmann                       | Německo Gabriele Kohlisch            | Německo Jana Bode                  |
| 1993 Kanada Calgary                    | Itálie Gerda Weissensteinerová             | Německo Gabriele Kohlisch            | Rakousko Doris Neunerová           |
| 1995 Norsko Lillehammer                | Německo Gabriele Kohlisch                  | Německo Susi Erdmann                 | Itálie Gerda Weissensteinerová     |
| 1996 Německo Altenberg                 | Německo Jana Bode                          | Německo Susi Erdmann                 | Itálie Gerda Weissensteinerová     |
| 1997 Rakousko Innsbruck                | Německo Susi Erdmann                       | Německo Jana Bode                    | Rakousko Angelika Neuner           |
| 1999 Německo Königssee                 | Německo Sonja Wiedemann                    | Německo Barbara Niedernhuber         | Německo Sylke Ottová               |
| 2000 Švýcarsko Svatý Mořic             | Německo Sylke Ottová                       | Německo Barbara Niedernhuber         | Německo Sonja Wiedemann            |
| 2001 Kanada Calgary                    | Německo Sylke Ottová                       | Německo Silke Kraushaarová           | Německo Barbara Niedernhuber       |
| 2003 Lotyšsko Sigulda                  | Německo Sylke Ottová                       | Německo Silke Kraushaarová           | Německo Barbara Niedernhuber       |
| 2004 Japonsko Nagano                   | Německo Silke Kraushaarová                 | Německo Barbara Niedernhuber         | Německo Sylke Ottová               |
| 2005 USA Park City                     | Německo Sylke Ottová                       | Německo Barbara Niedernhuber         | Německo Anke Wischnewski           |
| 2007 Rakousko Innsbruck                | Německo Tatjana Hüfnerová                  | Německo Anke Wischnewski             | Německo Silke Kraushaarová         |
| 2008 Německo Oberhof                   | Německo Tatjana Hüfnerová                  | Německo Natalie Geisenbergerová      | Německo Silke Kraushaarová         |
| 2009 USA Lake Placid                   | USA Erin Hamlin                            | Německo Natalie Geisenbergerová      | Ukrajina Natalija Jakušenko        |
| 2011 Itálie Cesana                     | Německo Tatjana Hüfnerová                  | Německo Natalie Geisenbergerová      | Kanada Alex Gough                  |
| 2012 Německo Altenberg                 | Německo Tatjana Hüfnerová                  | Rusko Taťjana Ivanovová              | Německo Natalie Geisenbergerová    |
| 2013 Kanada Whistler                   | Německo Natalie Geisenbergerová            | Německo Tatjana Hüfnerová            | Kanada Alex Gough                  |
| 2015 Lotyšsko Sigulda                  | Německo Natalie Geisenbergerová            | Rusko Taťjana Ivanovová              | Německo Tatjana Hüfnerová          |
| 2016 Německo Königssee                 | Německo Natalie Geisenbergerová            | Švýcarsko Martina Kocher             | Rusko Taťjana Ivanovová            |
| 2017 Rakousko Innsbruck                | Německo Tatjana Hüfnerová                  | USA Erin Hamlin                      | Kanada Kimberley McRae             |
| 2019 Německo Winterberg                | Německo Natalie Geisenbergerová            | Německo Julia Taubitz                | USA Emily Sweeney                  |
| 2020 Rusko Soči                        | Rusko Jekatěrina Katnikovová               | Německo Julia Taubitz                | Rusko Viktorija Děmčenková         |
| 2021 Německo Königssee                 | Německo Julia Taubitz                      | Německo Natalie Geisenbergerová      | Německo Dajana Eitberger           |
| 2023 Německo Oberhof                   | Německo Anna Berreiterová                  | Německo Julia Taubitz                | Německo Dajana Eitberger           |
| 2024 Německo Altenberg                 | Rakousko Lisa Schulte                      | Německo Julia Taubitz                | Rakousko Madeleine Egle            |
| 2025 Kanada Whistler                   | Německo Julia Taubitz                      | Německo Merle Fräbel                 | USA Emily Sweeneyová               |

## Muži

### Jednotlivci
| Rok a místo                         | Zlato                                  | Stříbro                         | Bronz                             |
| ----------------------------------- | -------------------------------------- | ------------------------------- | --------------------------------- |
| 1955 Norsko Oslo                    | Norsko Anton Salvesen                  | Rakousko Josef Thaler           | Rakousko Josef Isser              |
| 1957 Švýcarsko Davos                | Německo Hans Schaller                  | Švýcarsko Richard Torriani      | Rakousko Erich Raffl              |
| 1958 Polsko Krynica                 | Polsko Jerzy Wojnar                    | Polsko Ryszard Pędrak-Janowicz  | Rakousko Reinhold Frosch          |
| 1959 Francie Villard-de-Lans        | Rakousko Herbert Thaler                | Rakousko Josef Feistmantl       | Itálie David Moroder              |
| 1960 Německo Garmisch-Partenkirchen | Německo Helmut Berndt                  | Rakousko Reinhold Frosch        | Německo Hans Plenk                |
| 1961 Švýcarsko Girenbad             | Polsko Jerzy Wojnar                    | Německo Hans Plenk              | Rakousko Reinhold Senn            |
| 1962 Polsko Krynica                 | Západní Německo Thomas Köhler          | Polsko Jerzy Wojnar             | Západní Německo Jochen Asche      |
| 1963 Rakousko Imst                  | Německo Fritz Nachmann                 | Německo Hans Plenk              | Západní Německo Klaus Bonsack     |
| 1965 Švýcarsko Davos                | Německo Hans Plenk                     | Polsko Mieczysław Pawełkiewicz  | Itálie Erich Graber               |
| 1967 Švédsko Hammarstrand           | Západní Německo Thomas Köhler          | Západní Německo Klaus Bonsack   | Rakousko Josef Feistmantl         |
| 1969 Německo Königssee              | Rakousko Josef Feistmantl              | Rakousko Manfred Schmid         | Západní Německo Wolfgang Scheidel |
| 1970 Německo Königssee              | Německo Josef Fendt                    | Rakousko Josef Feistmantl       | Západní Německo Wolfgang Scheidel |
| 1971 Itálie Olang                   | Itálie Karl Brunner                    | Německo Leonhard Nagenrauft     | Rakousko Josef Feistmantl         |
| 1973 Západní Německo Oberhof        | Západní Německo Hans Rinn              | Západní Německo Wolfram Fiedler | Západní Německo Harald Ehrig      |
| 1974 Německo Königssee              | Německo Josef Fendt                    | Západní Německo Hans Rinn       | Západní Německo Horst Müller      |
| 1975 Švédsko Hammarstrand           | Západní Německo Wolfram Fiedler        | Rakousko Manfred Schmid         | Západní Německo Harald Ehrig      |
| 1977 Rakousko Innsbruck             | Západní Německo Hans Rinn              | Západní Německo Horst Müller    | Německo Anton Winkler             |
| 1978 Rakousko Imst                  | Itálie Paul Hildgartner                | Německo Anton Winkler           | Rakousko Manfred Schmid           |
| 1979 Německo Königssee              | Západní Německo Dettlef Günther        | Itálie Karl Brunner             | Itálie Paul Hildgartner           |
| 1981 Švédsko Hammarstrand           | Sovětský svaz Sergej Danilin           | Západní Německo Michael Walter  | Itálie Ernst Haspinger            |
| 1983 USA Lake Placid                | Kanada Miroslav Zajonc                 | Sovětský svaz Sergej Danilin    | Itálie Paul Hildgartner           |
| 1985 Západní Německo Oberhof        | Západní Německo Michael Walter         | Západní Německo Jörg Hoffmann   | Západní Německo Jens Müller       |
| 1987 Rakousko Innsbruck             | Rakousko Markus Prock                  | Západní Německo Jens Müller     | Sovětský svaz Sergej Danilin      |
| 1989 Německo Winterberg             | Německo Georg Hackl                    | Západní Německo Jens Müller     | Západní Německo Johannes Schettel |
| 1990 Kanada Calgary                 | Německo Georg Hackl                    | Rakousko Markus Prock           | Západní Německo Jens Müller       |
| 1991 Německo Winterberg             | Itálie Arnold Huber                    | Německo Georg Hackl             | Rakousko Markus Prock             |
| 1993 Kanada Calgary                 | USA Wendel Suckow                      | Německo Georg Hackl             | Itálie Wilfried Huber             |
| 1995 Norsko Lillehammer             | Itálie Armin Zöggeler                  | Německo Georg Hackl             | Rakousko Markus Prock             |
| 1996 Německo Altenberg              | Rakousko Markus Prock                  | Německo Georg Hackl             | Německo Jens Müller               |
| 1997 Rakousko Innsbruck             | Německo Georg Hackl                    | Rakousko Markus Prock           | Rakousko Gerhard Gleirscher       |
| 1999 Německo Königssee              | Itálie Armin Zöggeler                  | Německo Jens Müller             | Itálie Norbert Huber              |
| 2000 Švýcarsko Svatý Mořic          | Německo Jens Müller                    | Itálie Armin Zöggeler           | Německo Georg Hackl               |
| 2001 Kanada Calgary                 | Itálie Armin Zöggeler                  | Německo Georg Hackl             | Rakousko Markus Prock             |
| 2003 Lotyšsko Sigulda               | Itálie Armin Zöggeler                  | Lotyšsko Mārtiņš Rubenis        | Rakousko Rainer Margreiter        |
| 2004 Japonsko Nagano                | Německo David Möller                   | Německo Georg Hackl             | Lotyšsko Mārtiņš Rubenis          |
| 2005 USA Park City                  | Itálie Armin Zöggeler                  | Německo Georg Hackl             | Německo David Möller              |
| 2007 Rakousko Innsbruck             | Německo David Möller                   | Itálie Armin Zöggeler           | Německo Jan Eichhorn              |
| 2008 Německo Oberhof                | Německo Felix Loch                     | Německo David Möller            | Německo Andi Langenhan            |
| 2009 USA Lake Placid                | Německo Felix Loch                     | Itálie Armin Zöggeler           | Rakousko Daniel Pfister           |
| 2011 Itálie Cesana                  | Itálie Armin Zöggeler                  | Německo Felix Loch              | Německo Andi Langenhan            |
| 2012 Německo Altenberg              | Německo Felix Loch                     | Rusko Albert Děmčenko           | Itálie Armin Zöggeler             |
| 2013 Kanada Whistler                | Německo Felix Loch                     | Německo Andi Langenhan          | Německo Johannes Ludwig           |
| 2015 Lotyšsko Sigulda               | Rusko Semjon Pavličenko                | Německo Felix Loch              | Rakousko Wolfgang Kindl           |
| 2016 Německo Königssee              | Německo Felix Loch                     | Německo Ralf Palik              | Rakousko Wolfgang Kindl           |
| 2017 Rakousko Innsbruck             | Rakousko Wolfgang Kindl                | Rusko Roman Repilov             | Itálie Dominik Fischnaller        |
| 2019 Německo Winterberg             | Německo Felix Loch                     | Rakousko Reinhard Egger         | Rusko Semjon Pavličenko           |
| 2020 Rusko Soči                     | Rusko Roman Repilov                    | Rakousko Jonas Müller           | Rakousko Wolfgang Kindl           |
| 2021 Německo Königssee              | Ruská sáňkařská federace Roman Repilov | Německo Felix Loch              | Rakousko David Gleirscher         |
| 2023 Německo Oberhof                | Rakousko Jonas Müller                  | Německo Max Langenhan           | Rakousko David Gleirscher         |
| 2024 Německo Altenberg              | Německo Max Langenhan                  | Rakousko Nico Gleirscher        | Německo Felix Loch                |
| 2025 Kanada Whistler                | Německo Max Langenhan                  | Německo Felix Loch              | Rakousko Nico Gleirscher          |

### Mužské dvojice
| Rok a místo                         | Zlato                                            | Stříbro                                              | Bronz                                            |
| ----------------------------------- | ------------------------------------------------ | ---------------------------------------------------- | ------------------------------------------------ |
| 1955 Norsko Oslo                    | Rakousko Haus Krausner Josef Thaler              | Rakousko Josef Isser Maria Isser                     | Německo Josef Strillinger Fritz Nachmann         |
| 1957 Švýcarsko Davos                | Německo Josef Strillinger Fritz Nachmann         | Itálie Giorgio Pichler Giovanni Graber               | Rakousko Erich Raffl Ewald Walch                 |
| 1958 Polsko Krynica                 | Německo Josef Strillinger Fritz Nachmann         | Polsko Jerzy Koszla Janina Suszczewska               | Polsko Ryszard Pędrak-Janowicz Helena Lacheta    |
| 1960 Německo Garmisch-Partenkirchen | Rakousko Reinhold Frosch Ewald Walch             | Rakousko Herbert Thaler Helmut Thaler                | Německo Horst Tiedge Hanks Plenk                 |
| 1961 Švýcarsko Girenbad             | Itálie Roman Pichler Raimondo Prinroth           | Itálie David Maroder Raimondo Prinot                 | Rakousko Helmut Thaler Reinhold Senn             |
| 1962 Polsko Krynica                 | Itálie Giovanni Graber Gianpaolo Ambrosi         | Německo Fritz Nachmann Max Leo                       | Československo Manfred Novotný Petr Škrabálek    |
| 1963 Rakousko Imst                  | Polsko Ryszard Pędrak-Janowicz Lucjan Kudzia     | Polsko Edward Fender Mieczysław Pawełkiewicz         | Rakousko Anton Venier Ewald Walch                |
| 1965 Švýcarsko Davos                | Západní Německo Wolfgang Scheidel Michael Köhler | Západní Německo Klaus Bonsack Thomas Köhler          | Západní Německo Horst Hörnlein Rolf Fuchs        |
| 1967 Švédsko Hammarstrand           | Západní Německo Klaus Bonsack Thomas Köhler      | Rakousko Manfred Schmid Ewald Walch                  | Itálie Sigisfredo Mair Ernesto Mair              |
| 1969 Německo Königssee              | Rakousko Manfred Schmid Ewald Walch              | Západní Německo Horst Hörnlein Reinhard Bredow       | Západní Německo Klaus Bonsack Thomas Köhler      |
| 1970 Německo Königssee              | Rakousko Manfred Schmid Ewald Walch              | Západní Německo Klaus Bonsack Michael Köhler         | Západní Německo Horst Hörnlein Reinhard Bredow   |
| 1971 Itálie Olang                   | Itálie Paul Hildgartner Walter Plaikner          | Rakousko Manfred Schmid Ewald Walch                  | Západní Německo Horst Hörnlein Reinhard Bredow   |
| 1973 Západní Německo Oberhof        | Západní Německo Horst Hörnlein Reinhard Bredow   | Západní Německo Hans Rinn Norbert Hahn               | Itálie Paul Hildgartner Walter Plaikner          |
| 1974 Německo Königssee              | Západní Německo Bernd Hahn Ulrich Hahn           | Západní Německo Henning Schulze Hans-Jörg Neumann    | Rakousko Rudolf Schmid Franz Schachner           |
| 1975 Švédsko Hammarstrand           | Západní Německo Hans Rinn Norbert Hahn           | Západní Německo Horst Müller Hans-Jörg Neumann       | Rakousko Rudolf Schmid Franz Schachner           |
| 1977 Rakousko Innsbruck             | Západní Německo Hans Rinn Norbert Hahn           | Itálie Karl Brunner Peter Gschnitzer                 | Německo Hans Brandner Balthasar Schwarm          |
| 1978 Rakousko Imst                  | Sovětský svaz Dainis Bremze Aigars Kriķis        | Sovětský svaz Valerij Jakušin Vladimir Šitov         | Západní Německo Hans Rinn Norbert Hahn           |
| 1979 Německo Königssee              | Německo Hans Brandner Balthasar Schwarm          | Západní Německo Hans Rinn Norbert Hahn               | Německo Anton Winkler Anton Wembacher            |
| 1981 Švédsko Hammarstrand           | Západní Německo Bernd Hahn Ulrich Hahn           | Západní Německo Bernd Oberhoffner Jörg-Dieter Ludwig | Německo Hans Stangassinger Franz Wembacher       |
| 1983 USA Lake Placid                | Západní Německo Jörg Hoffmann Jochen Pietzsch    | Itálie Hansjörg Raffl Norbert Huber                  | Německo Hans Stangassinger Franz Wembacher       |
| 1985 Západní Německo Oberhof        | Západní Německo Jörg Hoffmann Jochen Pietzsch    | Západní Německo Rene Keller Lutz Kühnlenz            | Sovětský svaz Vitalij Melnik Dmitrij Alexejev    |
| 1987 Rakousko Innsbruck             | Západní Německo Jörg Hoffmann Jochen Pietzsch    | Německo Stefan Ilsanker Georg Hackl                  | Německo Thomas Schwab Wolfgang Staudinger        |
| 1989 Německo Winterberg             | Západní Německo Stefan Krausse Jan Behrendt      | Itálie Hansjörg Raffl Norbert Huber                  | Západní Německo Jörg Hoffmann Jochen Pietzsch    |
| 1990 Kanada Calgary                 | Itálie Hansjörg Raffl Norbert Huber              | Itálie Kurt Brugger Wilfried Huber                   | Západní Německo Jörg Hoffmann Jochen Pietzsch    |
| 1991 Německo Winterberg             | Německo Stefan Krausse Jan Behrendt              | Německo Yves Mankel Thomas Rudolph                   | Itálie Hansjörg Raffl Norbert Huber              |
| 1993 Kanada Calgary                 | Německo Stefan Krausse Jan Behrendt              | Itálie Hansjörg Raffl Norbert Huber                  | Itálie Kurt Brugger Wilfried Huber               |
| 1995 Norsko Lillehammer             | Německo Stefan Krausse Jan Behrendt              | USA Chris Thorpe Gordy Sheer                         | Itálie Kurt Brugger Wilfried Huber               |
| 1996 Německo Altenberg              | Rakousko Tobias Schiegl Markus Schiegl           | USA Chris Thorpe Gordy Sheer                         | Itálie Gerhard Plankensteiner Oswald Haselrieder |
| 1997 Rakousko Innsbruck             | Rakousko Tobias Schiegl Markus Schiegl           | Německo Stefan Krausse Jan Behrendt                  | Německo Steffen Skel Steffen Wöller              |
| 1999 Německo Königssee              | Německo Patric Leitner Alexander Resch           | Rakousko Tobias Schiegl Markus Schiegl               | USA Mark Grimmette Brian Martin                  |
| 2000 Švýcarsko Svatý Mořic          | Německo Patric Leitner Alexander Resch           | Německo Steffen Skel Steffen Wöller                  | USA Mark Grimmette Brian Martin                  |
| 2001 Kanada Calgary                 | Německo André Florschütz Torsten Wustlich        | Německo Steffen Skel Steffen Wöller                  | Rakousko Tobias Schiegl Markus Schiegl           |
| 2003 Lotyšsko Sigulda               | Rakousko Andreas Linger Wolfgang Linger          | Rakousko Tobias Schiegl Markus Schiegl               | Německo Patric Leitner Alexander Resch           |
| 2004 Japonsko Nagano                | Německo Patric Leitner Alexander Resch           | Německo André Florschütz Torsten Wustlich            | USA Mark Grimmette Brian Martin                  |
| 2005 USA Park City                  | Německo André Florschütz Torsten Wustlich        | Německo Patric Leitner Alexander Resch               | USA Mark Grimmette Brian Martin                  |
| 2007 Rakousko Innsbruck             | Německo Patric Leitner Alexander Resch           | Rakousko Tobias Schiegl Markus Schiegl               | USA Mark Grimmette Brian Martin                  |
| 2008 Německo Oberhof                | Německo André Florschütz Torsten Wustlich        | Německo Tobias Wendl Tobias Arlt                     | Rakousko Tobias Schiegl Markus Schiegl           |
| 2009 USA Lake Placid                | Itálie Gerhard Plankensteiner Oswald Haselrieder | Německo André Florschütz Torsten Wustlich            | USA Mark Grimmette Brian Martin                  |
| 2011 Itálie Cesana                  | Rakousko Andreas Linger Wolfgang Linger          | Itálie Christian Oberstolz Patrick Gruber            | Lotyšsko Juris Šics Andris Šics                  |
| 2012 Německo Altenberg              | Rakousko Andreas Linger Wolfgang Linger          | Německo Toni Eggert Sascha Benecken                  | Rakousko Peter Penz Georg Fischler               |
| 2013 Kanada Whistler                | Německo Tobias Wendl Tobias Arlt                 | Německo Toni Eggert Sascha Benecken                  | Rakousko Andreas Linger Wolfgang Linger          |
| 2015 Lotyšsko Sigulda               | Německo Tobias Wendl Tobias Arlt                 | Rakousko Peter Penz Georg Fischler                   | Itálie Christian Oberstolz Patrick Gruber        |
| 2016 Německo Königssee              | Německo Tobias Wendl Tobias Arlt                 | Německo Toni Eggert Sascha Benecken                  | Itálie Christian Oberstolz Patrick Gruber        |
| 2017 Rakousko Innsbruck             | Německo Toni Eggert Sascha Benecken              | Německo Tobias Wendl Tobias Arlt                     | Německo Robin Johannes Geueke David Gamm         |
| 2019 Německo Winterberg             | Německo Toni Eggert Sascha Benecken              | Německo Tobias Wendl Tobias Arlt                     | Rakousko Thomas Steu Lorenz Koller               |
| 2020 Rusko Soči                     | Německo Toni Eggert Sascha Benecken              | Rusko Alexandr Děnisjev Vladislav Antonov            | Německo Tobias Wendl Tobias Arlt                 |
| 2021 Německo Königssee              | Německo Toni Eggert Sascha Benecken              | Německo Tobias Wendl Tobias Arlt                     | Lotyšsko Andris Šics Juris Šics                  |
| 2023 Německo Oberhof                | Německo Toni Eggert Sascha Benecken              | Německo Tobias Wendl Tobias Arlt                     | Rakousko Yannick Müller Armin Frauscher          |
| 2024 Německo Altenberg              | Rakousko Juri Gatt Riccardo Schöpf               | Rakousko Thomas Steu Wolfgang Kindl                  | Německo Tobias Wendl Tobias Arlt                 |
| 2025 Kanada Whistler                | Německo Hannes Orlamünder Paul Gubitz            | Litva Mārtiņš Bots Roberts Plūme                     | Německo Tobias Wendl Tobias Arlt                 |

- V roce 1959 se dvojice nejely.

### Ženské dvojice
| Rok a místo             | Zlato                                               | Stříbro                                             | Bronz                                        |
| ----------------------- | --------------------------------------------------- | --------------------------------------------------- | -------------------------------------------- |
| 2022 Německo Winterberg | Německo Jessica Degenhardtová Cheyenne Rosenthalová | Německo Luisa Romanenko Pauline Patz                | USA Chevonne Forgan Sophia Kirkby            |
| 2023 Německo Oberhof    | Německo Jessica Degenhardtová Cheyenne Rosenthalová | Rakousko Selina Egle Lara Kipp                      | Itálie Andrea Vötter Marion Oberhofer        |
| 2024 Německo Altenberg  | Rakousko Selina Egle Lara Kipp                      | Lotyšsko Anda Upīte Zane Kaluma                     | USA Chevonne Forgan Sophia Kirkby            |
| 2025 Kanada Whistler    | Rakousko Selina Egle Lara Kipp                      | Německo Jessica Degenhardtová Cheyenne Rosenthalová | Německo Dajana Eitberger Magdalena Matschina |